# 간질환
간질환(liver disease, hepatic disease)은 간에 발생하는 모든 질병을 말한다. 오랜 기간 지속되는 경우 만성 간질환이라고 한다. 질병에 따라 자세한 특징은 다르지만 간질환은 종종 공통적으로 보이는 특성이 있다.

## 증상과 징후
간질환에서 나타날 수 있는 증상과 징후는 다음과 같다.
- 황달[4]
- 간성 뇌증으로 인한 혼란과 의식수준 변화[5]
- 혈소판감소증, 응고병증[6]
- 위장관계의 출혈 위험[7]